# Callipallene acribica
Callipallene acribica is een zeespin uit de familie Callipallenidae. De soort behoort tot het geslacht Callipallene. Callipallene acribica werd in 1975 voor het eerst wetenschappelijk beschreven door Krapp. 